# Joe Dolan
Pour les articles homonymes, voir Dolan.
Joe Dolan (né Francis Robert Dolan le 16 octobre 1939[réf. nécessaire] à Mullingar, Irlande et mort le 26 décembre 2007 à Dublin, Irlande) est un chanteur irlandais qui fut très populaire en Irlande et parmi les émigrants irlandais entre 1964 et les années 1980. Ses succès incluent des titres comme Westmeath Bachelor et Make Me an Island (numéro 3 dans le hit-parade britannique en 1969 et numéro 1 dans 14 autres pays).

## Biographie
Joe Dolan naît le 16 octobre 1939 à Mullingar dans le Comté de Westmeath (Irlande).
Ses premiers succès datent de 1968 avec Westmeath Bachelor, puis Make Me an Island en 1969 qui atteint la troisième place des charts en Grande-Bretagne et se classe numéro un dans 14 autres pays.
En 1978, il devint le premier chanteur occidental à donner des concerts en URSS. 
Il voyage ensuite beaucoup et a plusieurs contrats assignés à Las Vegas.
Il assure les versions anglaises des chansons, dont Tar and Cement, version anglaise de Il ragazzo della via Gluck de Adriano Celentano (dont la reprise en français a été faite par Françoise Hardy : La Maison où j'ai grandi).
Joe Dolan comptait à son actif d'autres tubes classés dans les charts européens dont You're Such a Good-Looking Woman en 1970, Lady in Blue en 1975 et I Need You en 1977.
En 1997, il réenregistre Good Looking Woman pour un disque de charité avec Dustin la Dinde, une marionnette de la télévision irlandaise très populaire, atteignant le numéro un en Irlande.
En 1998 et 1999, il sort deux albums à succès de reprises de chansons de Brit-pop et artistes de rock, y compris Blur, Oasis, U2 et Bruce Springsteen[incompréhensible].
En 2005, il eut un remplacement de hanche. Il continue à chanter et voyager.

### Décès

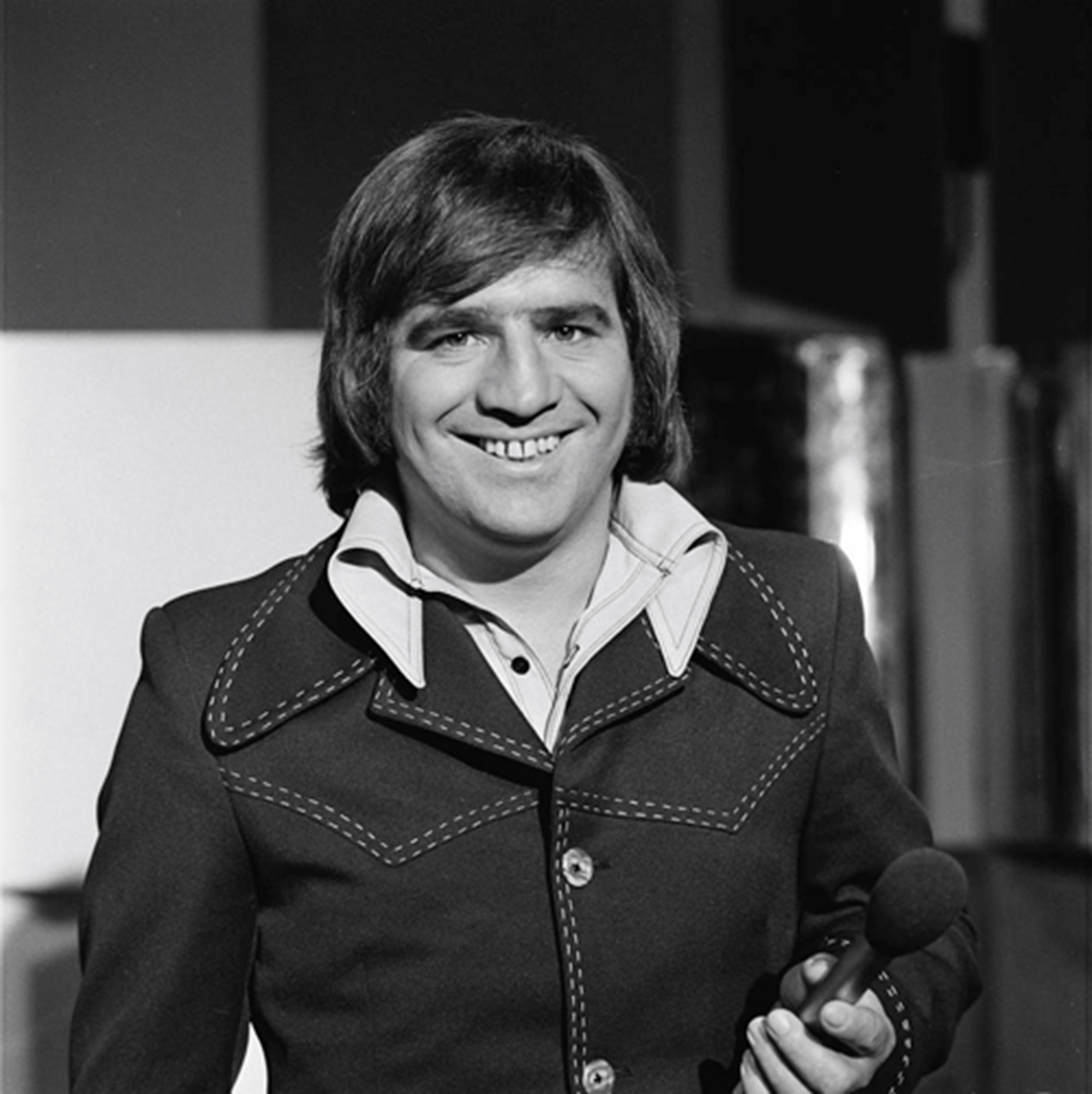
Joe Dolan (1975)

Joe Dolan, qui continuait à partir en tournée et à enregistrer, avait quitté la scène après quatre chansons, à Dublin, en novembre, souffrant d'épuisement, dans le cadre d'une série de concerts. Il avait annulé une tournée prévue pour Noël.
Le jour de Noël, il s'effondre dans sa maison familiale de Foxrock. Il est transporté dans un hôpital de la capitale irlandaise, où il sombre dans un coma. Il meurt le mercredi 26 décembre 2007 à l'âge de 68 ans d'une hémorragie cérébrale.
Le Premier ministre irlandais, Bertie Ahern, rend hommage au chanteur : « Il avait un art de la mise en scène fantastique, [...] une formidable présence sur scène [...] et n'a jamais oublié ses racines [...]. Il avait une légion de fans [...] en Irlande et à l'étranger [...]. Je partage leur chagrin. »
Ses funérailles ont lieu à la cathédrale du Christ-Roi de Mullingar, d'où il est originaire.